# Brugse Belofte

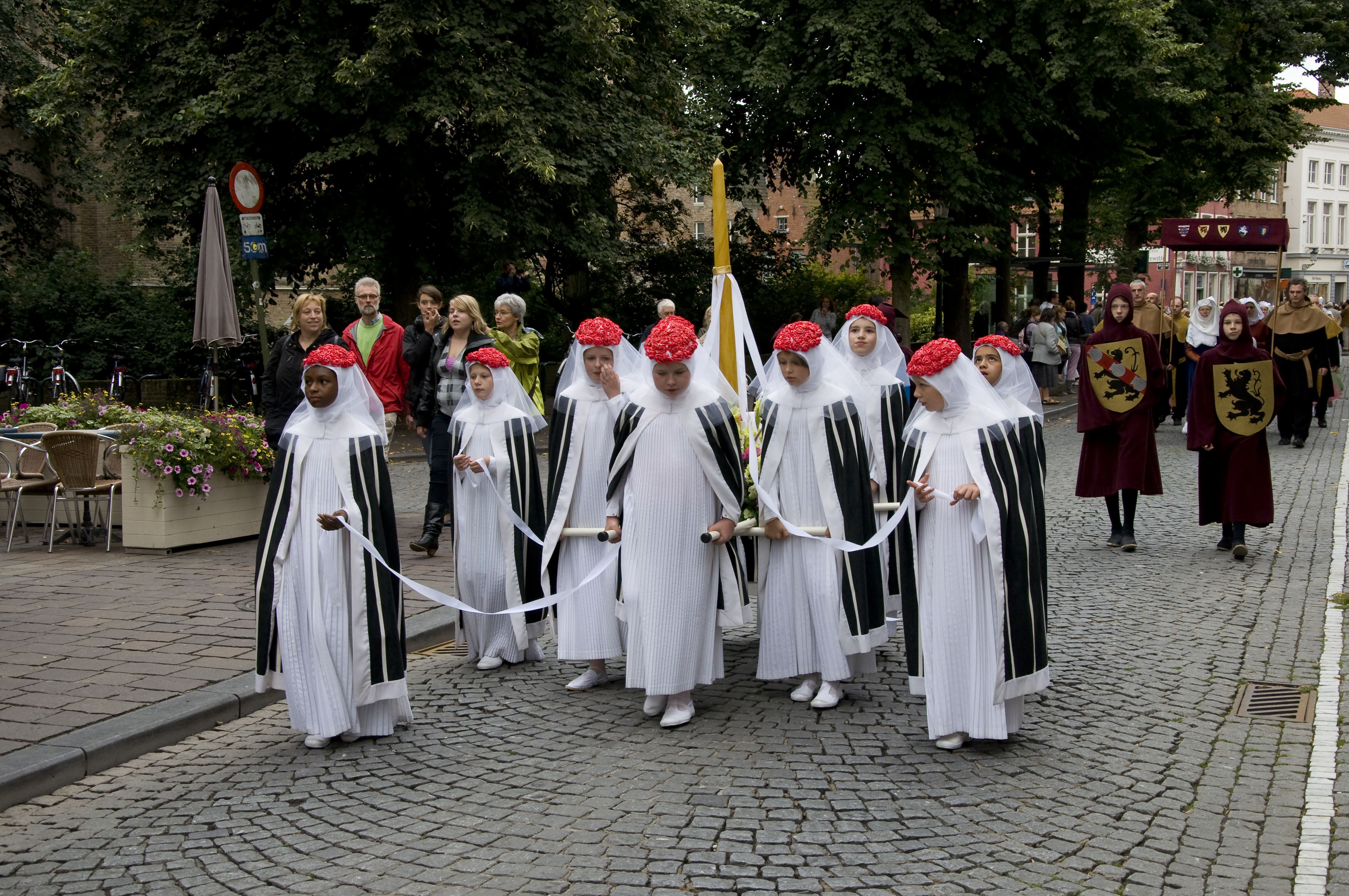
De kaars

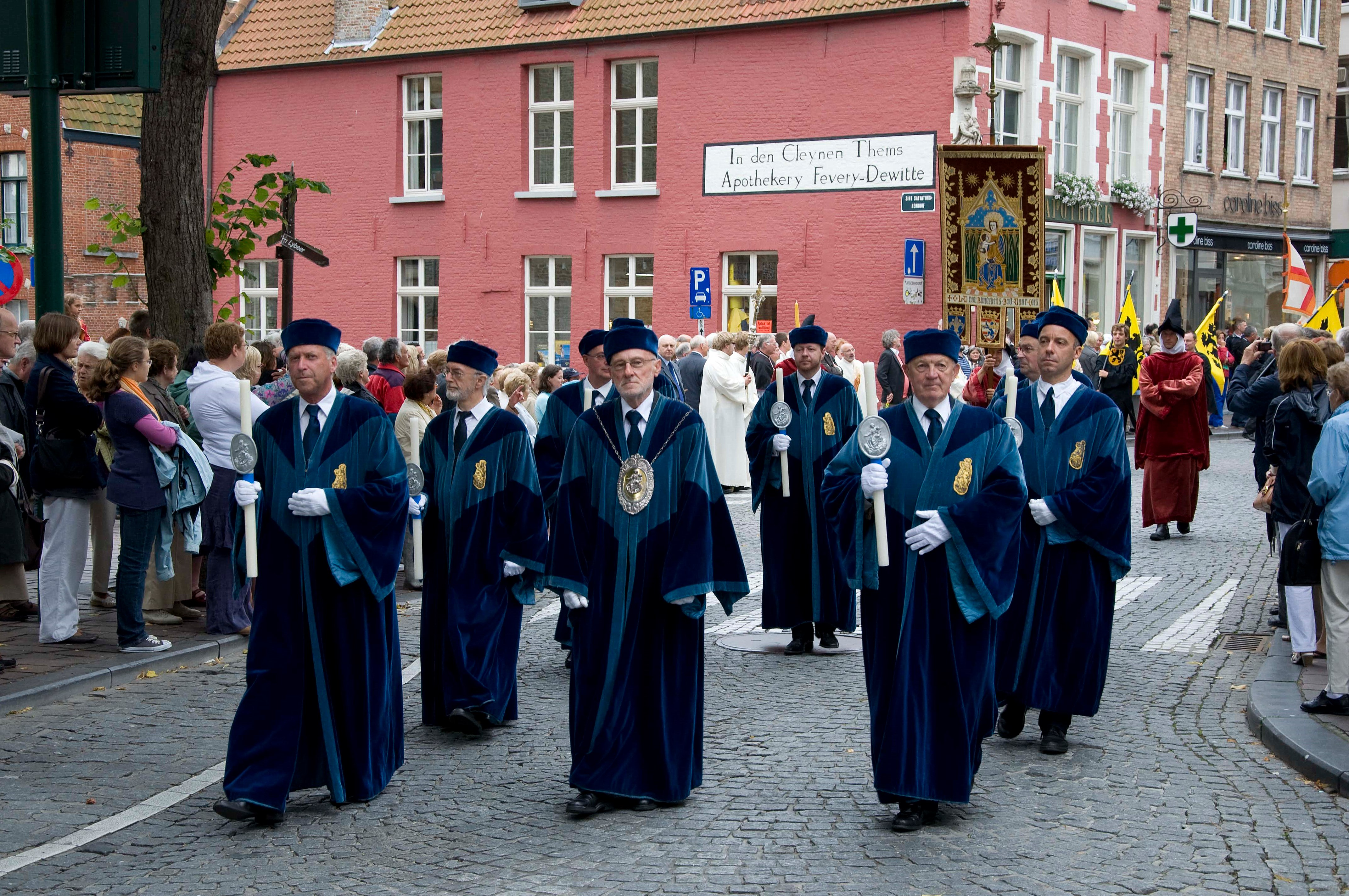
De Broederschap Onze-Lieve-Vrouw van Blindekens tijdens de Brugse Belofte editie 2010

De Brugse Belofte is een jaarlijkse processie die sedert 1304 (enkel met een onderbreking tussen 1796 en 1839) in de Belgische stad Brugge op Maria-Tenhemelopneming (15 augustus) wordt gehouden. Het is de langste in Europa in ere gehouden belofte.

## Geschiedenis
Het is een optocht die een 36 pond zware kaars van de kapel van de Onze-Lieve-Vrouw-van-Blindekenskapel via de oudste Brugse stadsdelen naar de Onze-Lieve-Vrouw-ter-Potteriekerk brengt. In 1304 beloofden de vrouwen van de Brugse ambachtslui dat zij jaarlijks een kaars zouden offeren als hun zonen en echtgenoten heelhuids van de slag bij Pevelenberg zouden terugkeren. Twaalf meisjes brengen de kaars naar de kerk en komen achtereenvolgens langs de Sint-Salvatorskathedraal, de Steenstraat, de Markt, de Vlamingstraat, de Academiestraat, de Spiegelrei naar de Potterierei. De processie bewijst dat de Bruggelingen overtuigd waren dat ze een overwinning op het Franse leger hadden behaald.
Andere bronnen beweren dat Filips van Chieti en zijn Brugse strijdmakkers de belofte deden dat zij ieder jaar op 15 augustus en ten eeuwigen dage aan O.L.-Vrouw-van-de-Potterie een kaars van 36 pond te zullen offeren indien zij behouden naar Brugge mochten terugkeren. Zeker is dat graaf Robrecht van Béthune, na zijn terugkeer uit Franse gevangenschap in 1305, maatregelen nam om die belofte na te komen. Bij de Smedenpoort veranderde hij een huis voor arme reizigers tot een gasthuis voor blinden en belastte het blindeliedengasthuis ten eeuwigen dage tot het nakomen van die Brugse Belofte. Een document uit 1418 vermeldt dat de deken en de aanvoerders van het Onze-Lieve-Vrouwegilde en de verantwoordelijken van het gasthuis tot in de eeuwigheid elk jaar op 15 augustus een kaars van 36 pond zouden offeren. De bezittingen van het gasthuis stonden borg voor het uitvoeren van die belofte.
Het gaat om een van de langst bestaande religieuze processies. Ze is bescheidener van opzet dan de Heilig Bloedprocessie en trekt uit om om 9.30 uur in de morgen. Jonge meisjes dragen de grote kaars binnen in de kapel van de Potterie, waar een gebedsdienst plaatsvindt. De Broederschap Onze-Lieve-Vrouw ter Potterie verwelkomt er de deelnemers aan de processie, en meer bepaald de leden van de Broederschap Onze-Lieve-Vrouw van Blindekens.

## Afbeeldingen

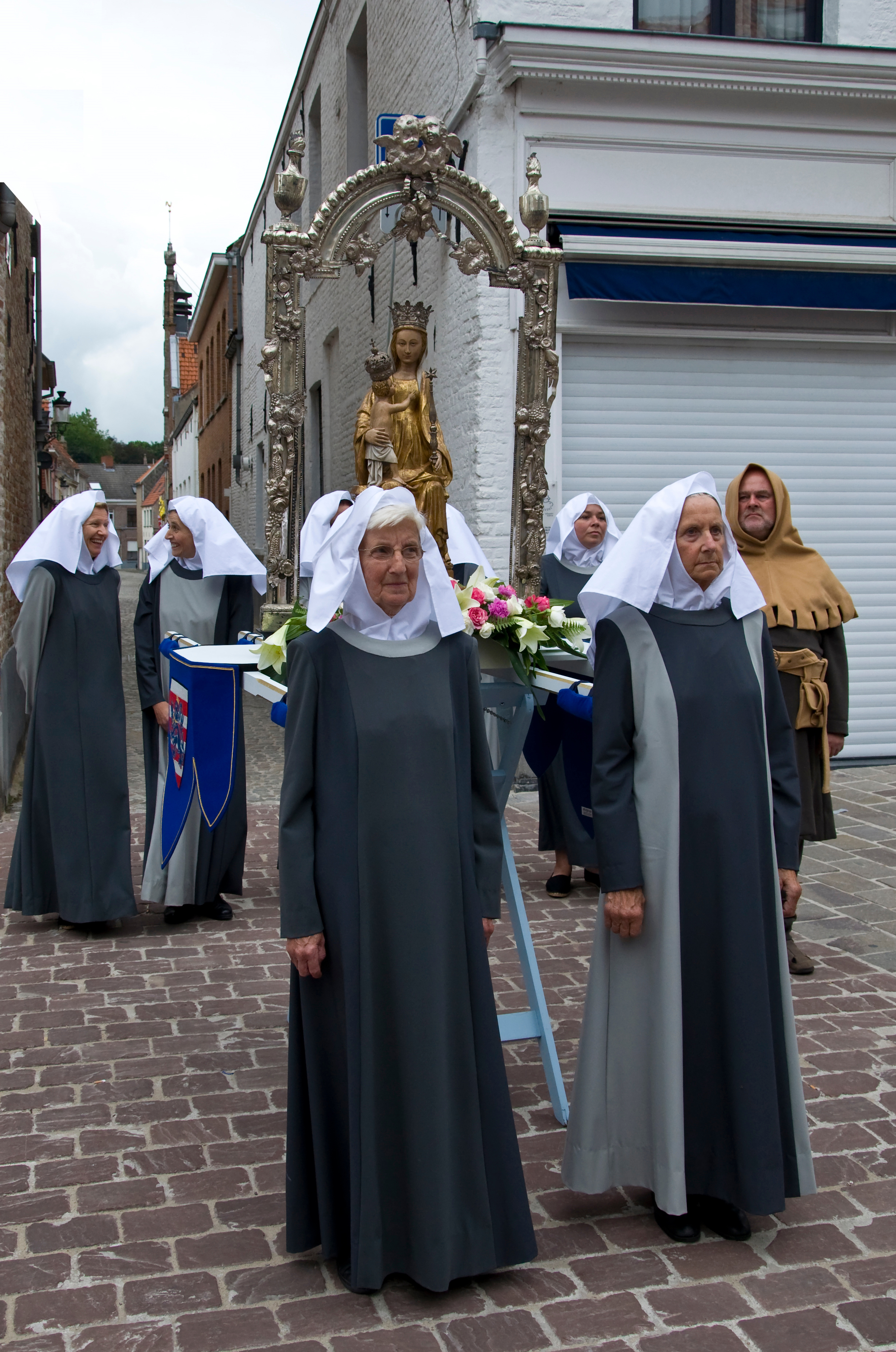
Vertrek aan de kapel met het miraculeuze Mariabeeld
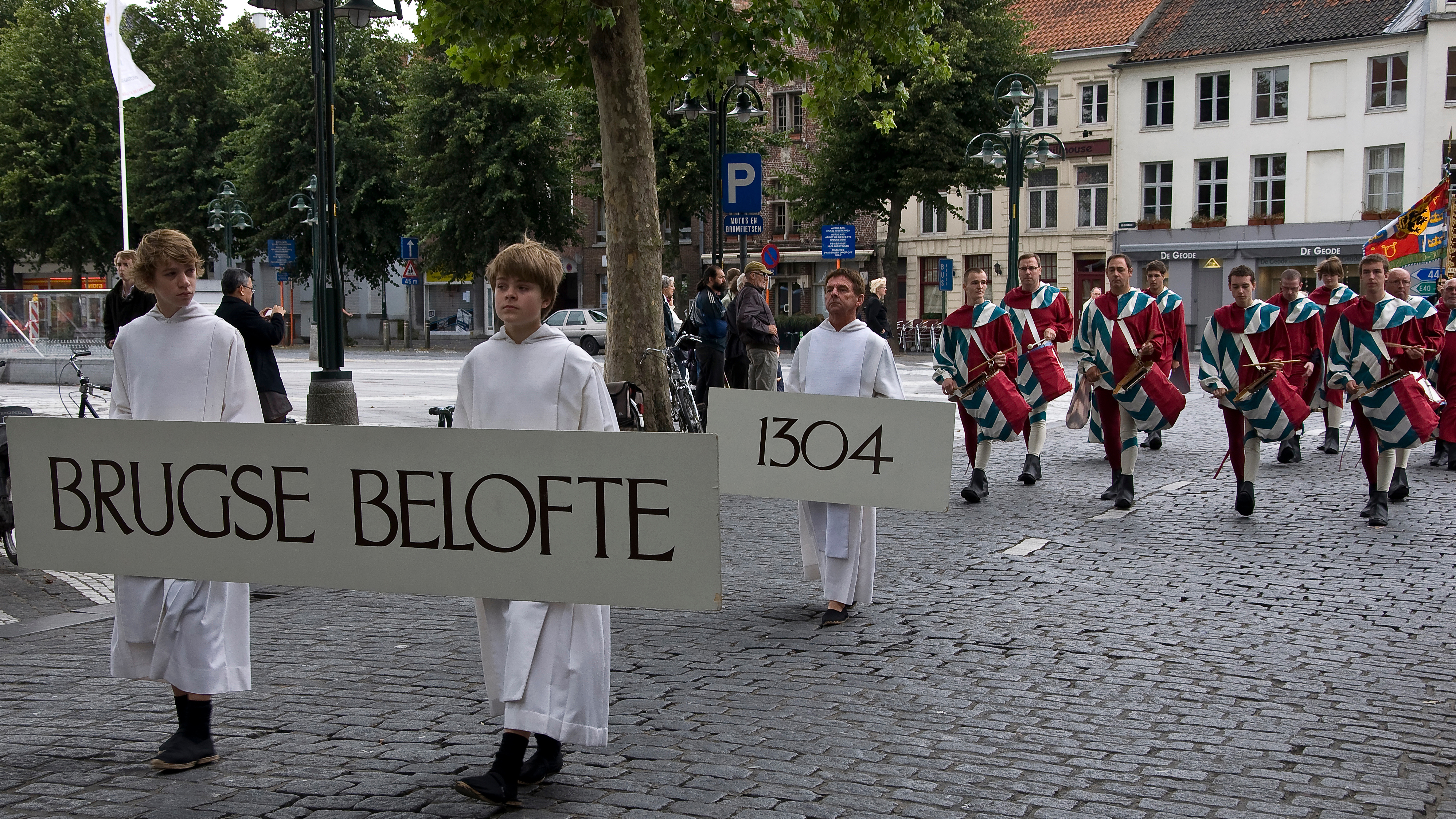
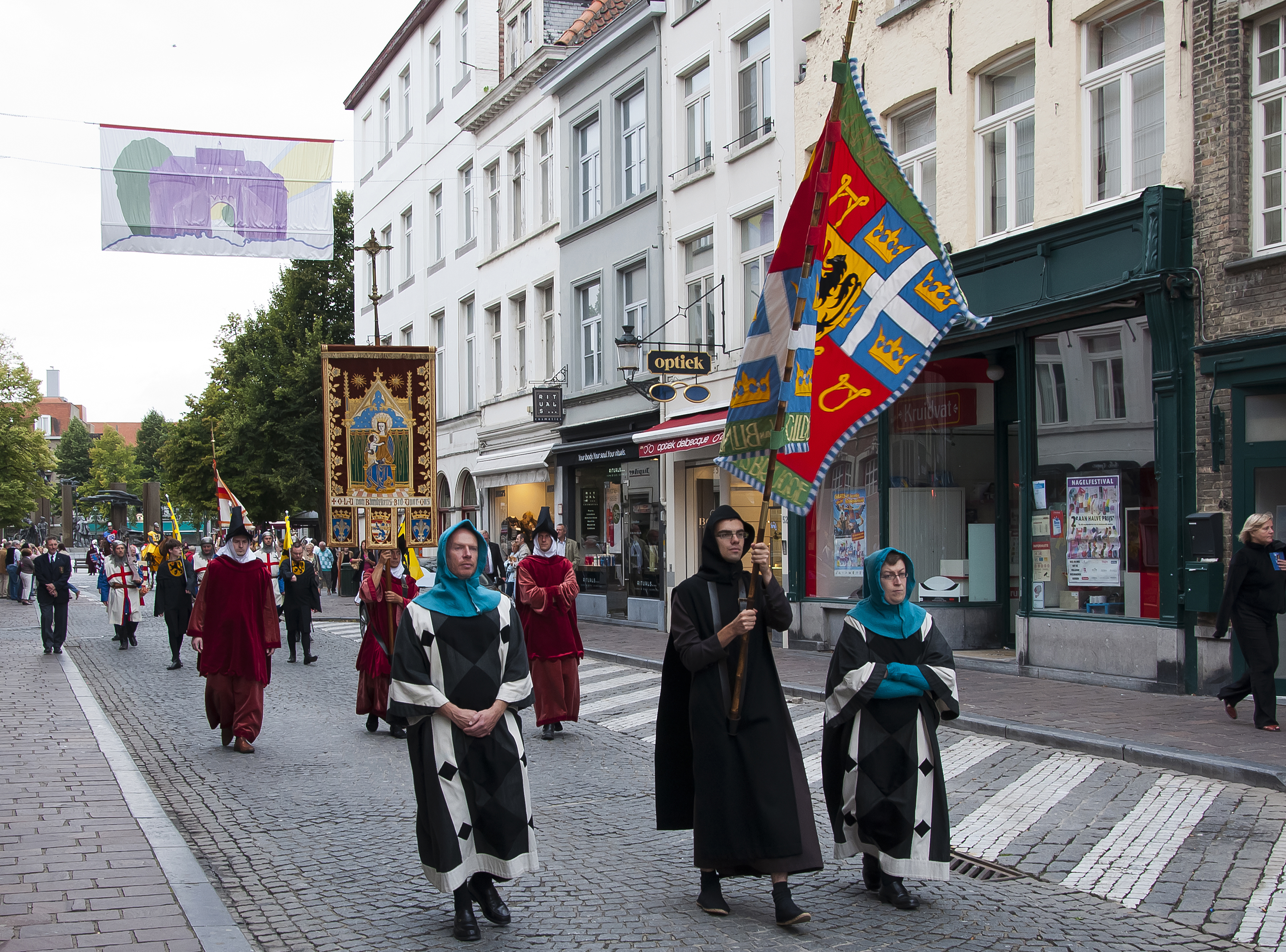
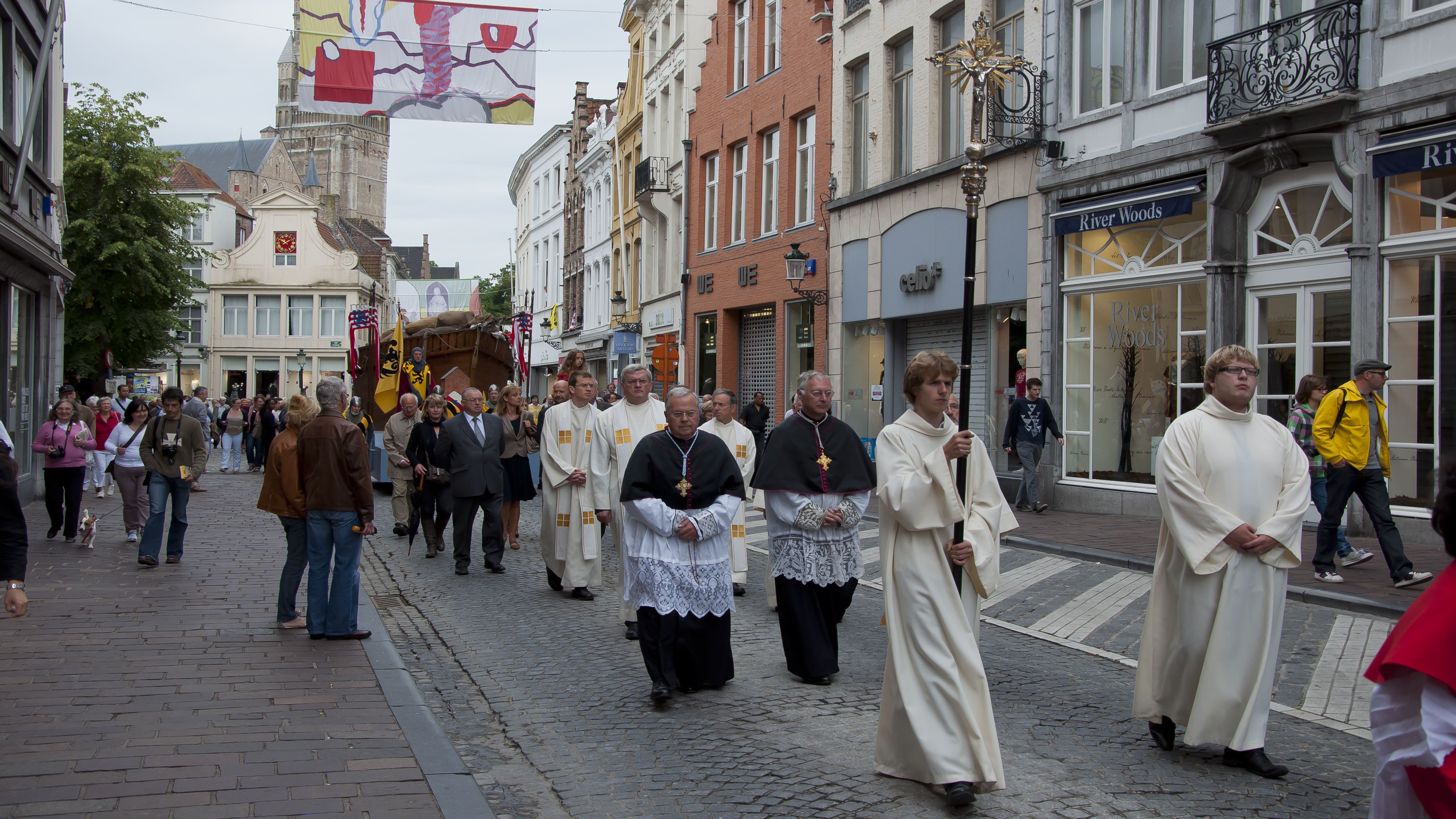